# Huberina betuleti
Huberina betuleti är en stekelart som beskrevs av Boucek 1993. Huberina betuleti ingår i släktet Huberina och familjen puppglanssteklar. Inga underarter finns listade i Catalogue of Life.